# Svegliami quando è finito
Svegliami quando è finito (Wake Me When It's Over) è un film del 1960 diretto da Mervyn LeRoy.
È una commedia statunitense con Ernie Kovacs, Dick Shawn, Margo Moore, Jack Warden, Nobu McCarthy e Don Knotts. È basato sul romanzo del 1959 Wake Me When It's Over di Howard Singer.

## Produzione
Il film, diretto da Mervyn LeRoy su una sceneggiatura di Richard L. Breen e un soggetto di Howard Singer (autore del romanzo), fu prodotto dallo stesso LeRoy tramite la sua Mervyn LeRoy Productions e girato nei 20th Century Fox Studios a Century City, Los Angeles, e sull'Isola di Santa Catalina (California) dal 22 ottobre al dicembre del 1959.

## Distribuzione
Il film fu distribuito con il titolo Wake Me When It's Over negli Stati Uniti nell'aprile 1960 (première a New York l'8 aprile) al cinema dalla Twentieth Century-Fox.
Altre distribuzioni:
- in Germania Ovest il 10 giugno 1960 (Unrasiert und fern der Heimat)
- in Austria nell'agosto del 1960 (Unrasiert und fern der Heimat)
- in Finlandia il 26 agosto 1960 (Riemuhotelli)
- in Messico il 10 novembre 1960 (Del infierno al paraíso)
- in Danimarca il 14 settembre 1962 (Skandale i Stillehavet)
- in Brasile (Quartel não é Hotel)
- in Francia (L'île des sans soucis)
- in Grecia (To haremi tou syntagmatos)
- in Italia (Svegliami quando è finito)

## Critica
Secondo il Morandini il film è una "vacua e tediosa farsa militare".